# Distretto di Alappuzha
Il distretto di Alappuzha è uno dei 14 distretti amministrativi dello stato federale indiano del Kerala. Fu formato inizialmente col nome di distretto di Alleppey; nel 1990, a seguito della legge che imponeva di ripristinare i nomi storici delle città, il suo capoluogo cambiò nome in Alappuzha, e, in conseguenza a ciò, anche il distretto assunse il nuovo nome.

Il distretto è una destinazione turistica estremamente nota all'interno dei confini indiani, ed è conosciuto per le sue industrie di coir; appare connesso al complesso sistema interno di lagune della zona di Kochi e di Ernakulam attraverso ampî canali interni.

La sua densità di popolazione è la più alta fra tutti i distretti dello stato.
Per scopi amministrativi, il distretto è diviso in due sottodipartimenti, chiamati Viz:  
1. divisione di Alappuzha, che comprende Cherthala, Ambalapuzha ed il taluk di Kuttanad, con 47 villaggi;
2. divisione di Chengannur, che comprende Karthikapally, Chengannur ed il taluk di Mavelikkara, con 44 villaggi.
Alappuzha, il capoluogo del distretto, è una città con canali pittoreschi, acqua stagnante e lagune.

## Geografia fisica

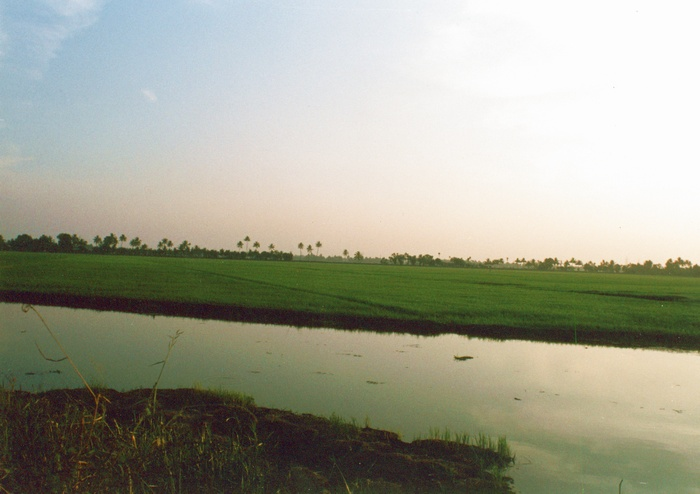
Risaie nell'entroterra del distretto.

Il distretto occupa una sottile fascia di terra a ridosso del Mare arabico, interamente pianeggiante ed estesa in senso nord-sud per circa 80 km; la parte settentrionale è costituita da un lungo lembo di terra, alle cui spalle si trova la grande laguna che da Kochi corre parallela alla costa per oltre 60 km, arrivando al Vembanad Lake, alle spalle del capoluogo. Un'autostrada e una ferrovia corre lungo questa penisola, fittamente popolata.

La parte a sud di Alappuzha è invece caratterizzata da un ambiente palustre, attraversato da un fitto dedalo di canali; le enormi foreste di palme da cocco si alternano in quest'area ad estese risaie.

Il clima del distretto è tropicale monsonico, con il tasso di umidità che, durante la stagione delle piogge, da giugno a settembre, arriva a sfiorare il 100%.

## Economia

### Turismo
Alappuzha è uno dei centri turistici più conosciuti dello stato, con una grande rete di canali interni che le ha valso il soprannome, presso i Keraliti, di "Venezia dell'Est". In passato, la città fu uno dei centri più attivi della costa del Malabar, col suo porto e le sue pescosissime lagune; oggi mantiene inalterate molte delle tradizioni artigianali.

La città è inoltre conosciuta per la sua regata annuale, la Nehru boat race, che si svolge lungo i canali durante la seconda settimana di agosto; in nome della regata deriva da quello del primo ministro indiano Jawaharlal Nehru, che la istituì nel 1952.

Il Vembanad Lake, nell'entroterra, è la parte terminale di una grandissima laguna, sulle cui sponde sorgono numerosi resort; vi è pure la possibilità di fare delle lunghe gite in battello, alla scoperta degli angoli più nascosti ed intatti della laguna.

## Galleria d'immagini

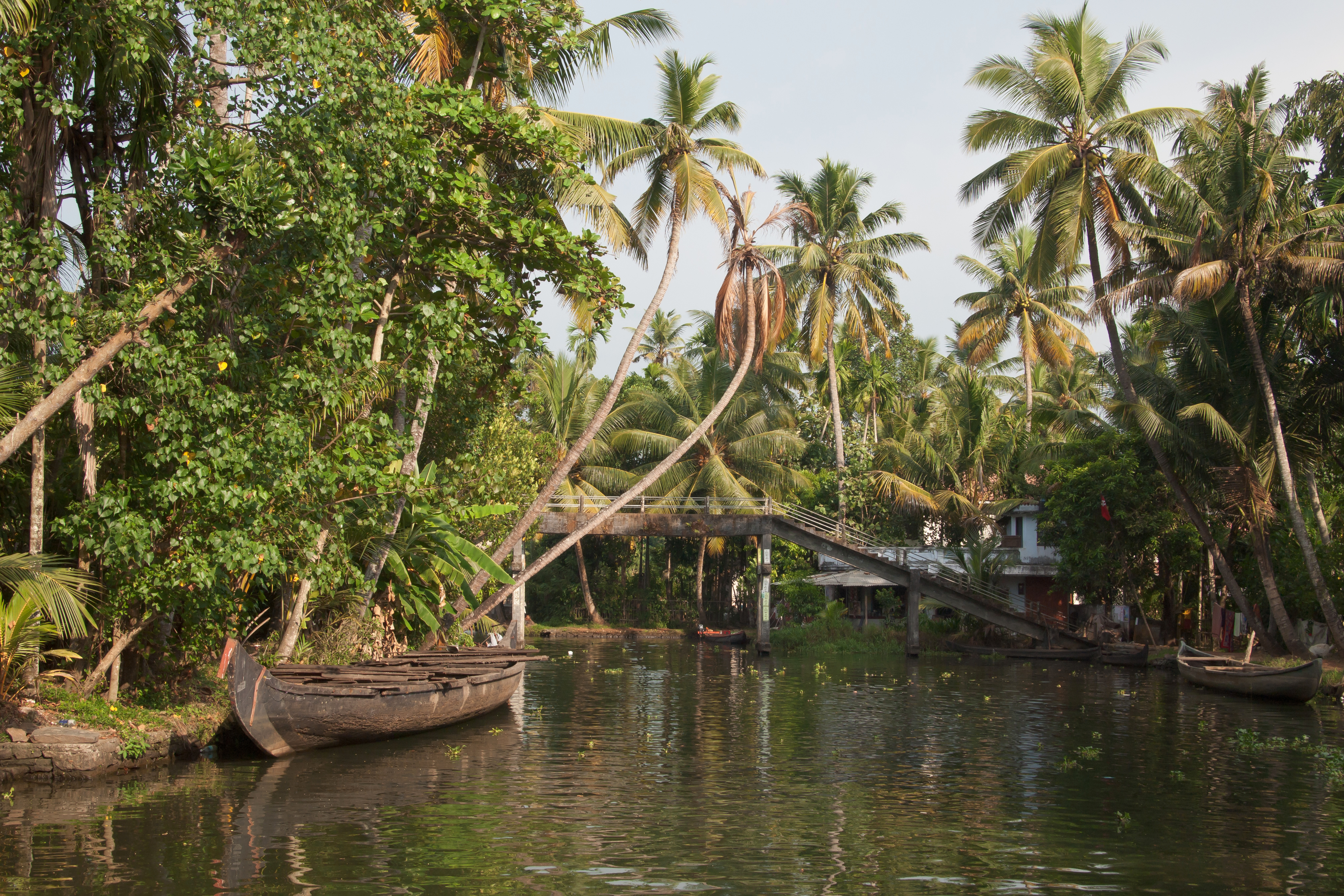
Villaggi sulle lagune interne.
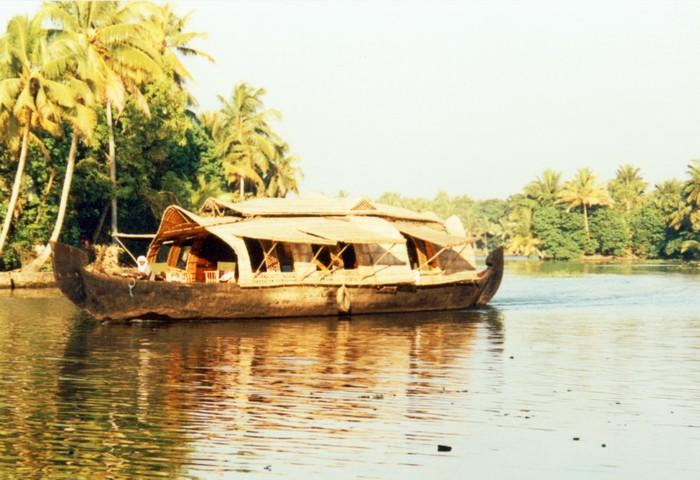
Battello lungo le lagune.
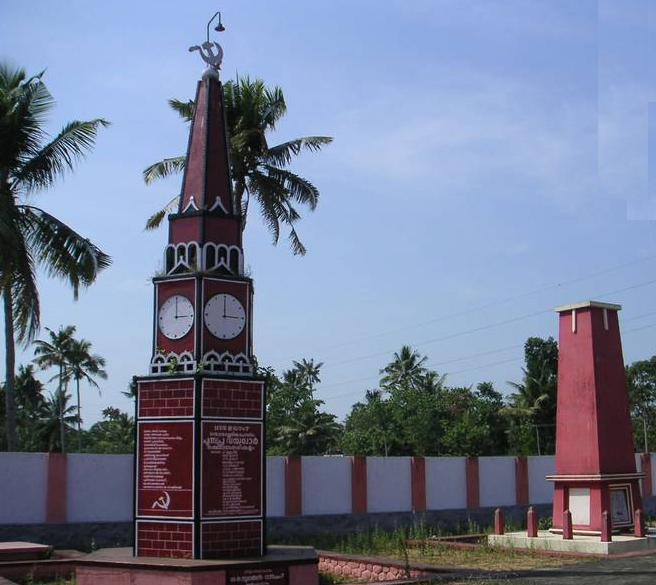
La Communist Martyrs Column, nel capoluogo.